# Ciatr
ciatr（シアター）は、エボイス株式会社が運営する映画・ドラマ・アニメの情報サイト。

## 概要
映画・ドラマ・アニメを中心とするポップカルチャーに特化した情報を発信する。月間最大利用者数は850万人、月間最大閲覧数は3,500万PV。キャッチコピーは「物語と、出会おう」。
2020年3月には、テレビドラマ化とアニメ化された漫画「ギャルと恐竜」の作画として知られる漫画家・イラストレーターあるトミムラコタによる描き下ろしイラストを取り入れたトップページにリニューアルしている。
2020年9月からは、Yahoo! Japanへのコンテンツ提供を開始しており、コンテンツ提供先を拡大している。
運営元である株式会社vivianeは、2020年3月に東証一部上場企業である株式会社ファンコミュニケーションズと資本業務提携を行っている。また同社は類似領域のサービスであるワンスクリーンを2020年10月より開始している。
2024年9月26日に、株式会社vivianeからエボイス株式会社への事業譲渡が発表した。「ポテンシャルを最大限に引き出し、より多くの人々に物語との出会いを提供できると確信し、今回の譲渡を決定」したとしている。